# Furkroja
Furkroja (Furcraea Vent.) – rodzaj roślin z rodziny szparagowatych. Obejmuje 25 gatunków występujących w Meksyku, Ameryce Środkowej i północnej Ameryce Południowej. Pięć gatunków, uprawianych poza Ameryką jako rośliny ozdobne i włókniste, zostało introdukowanych na innych kontynentach (Furcraea foetida i F. selloana na wszystkie kontynenty poza Antarktydą, F. longaeva i F. parmentieri do Europy, a F. tuberosa do Afryki). Kwiatostan F. cabuya, osiągający 15 metrów długości, jest jednym z największych w świecie roślin kwitnących.
Nazwa naukowa rodzaju została nadana na cześć Antoine de Fourcroy'a, żyjącego w latach 1755-1809 francuskiego chemika, w roku 1784 dyrektora w Jardin des Plantes de Paris.

## Morfologia

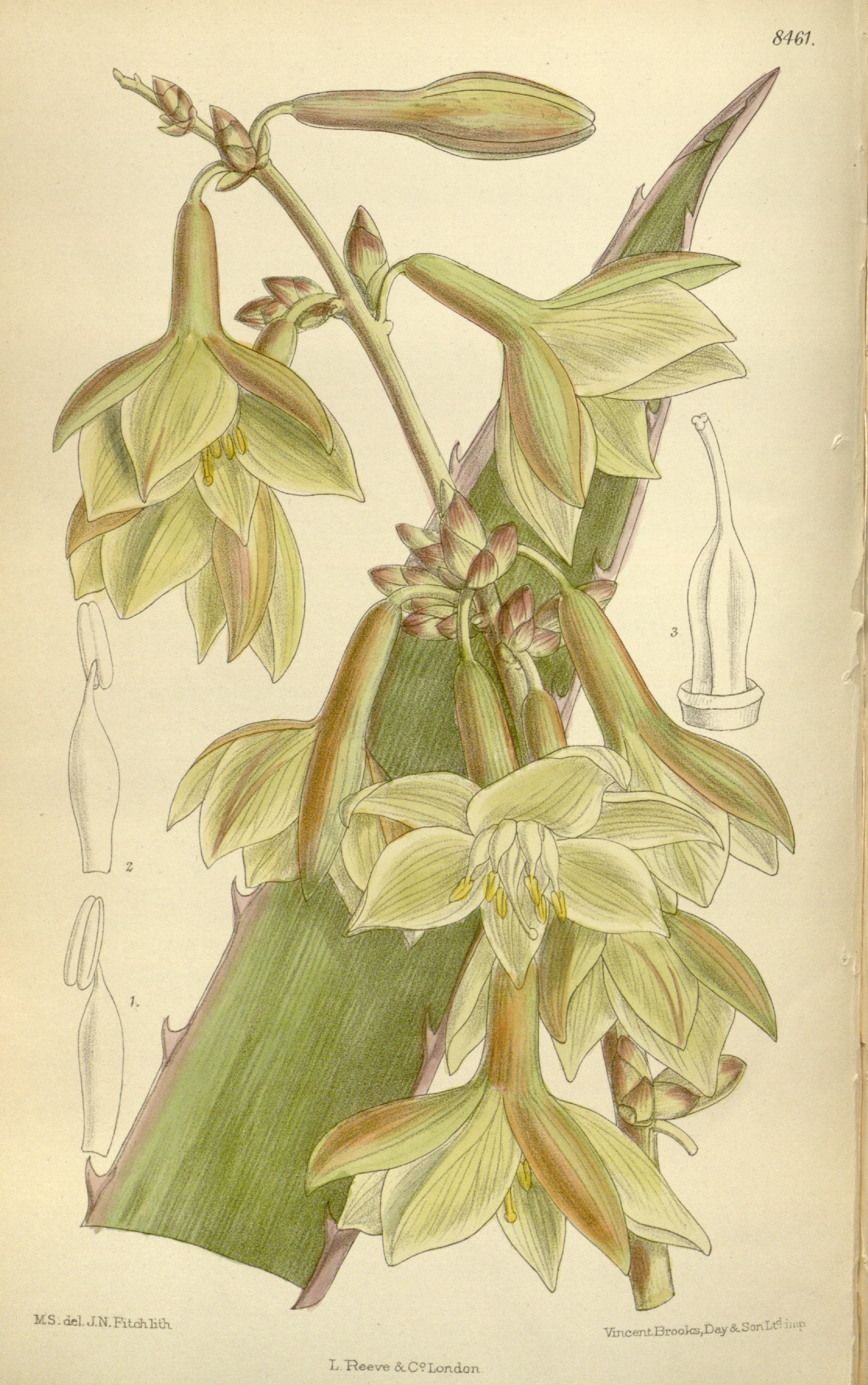
F. stricta

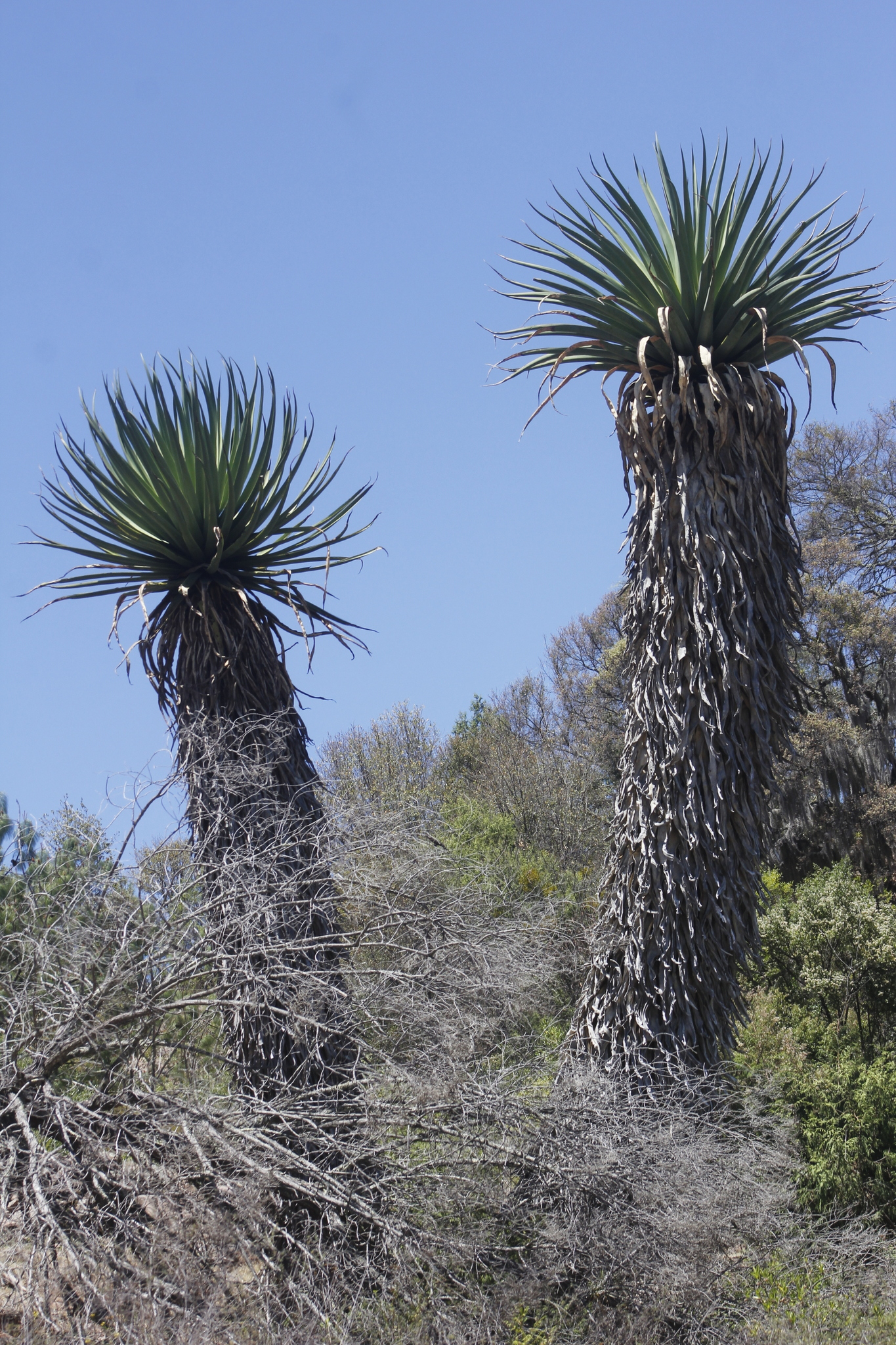
F. longaeva

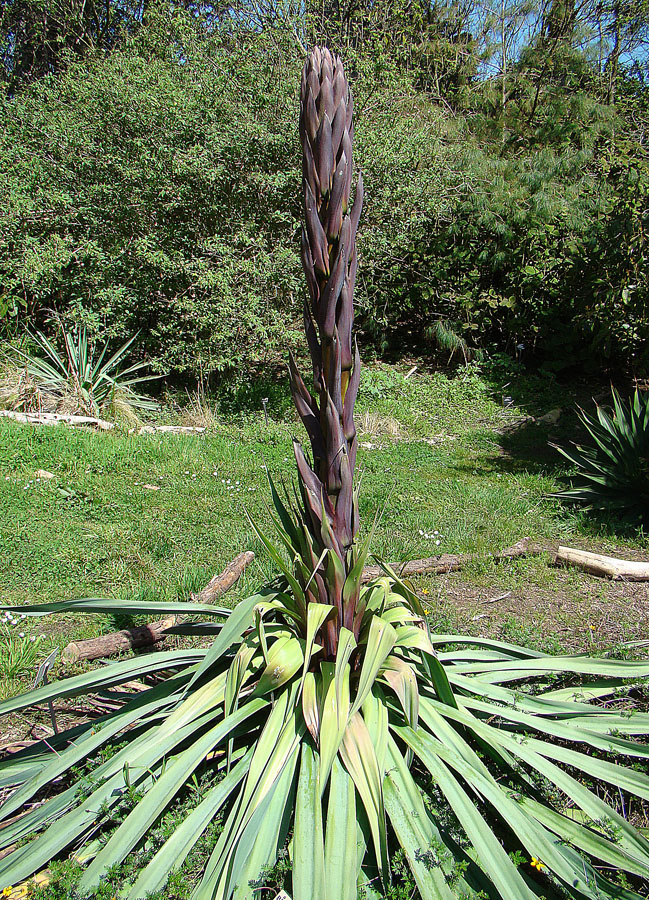
F. parmentieri

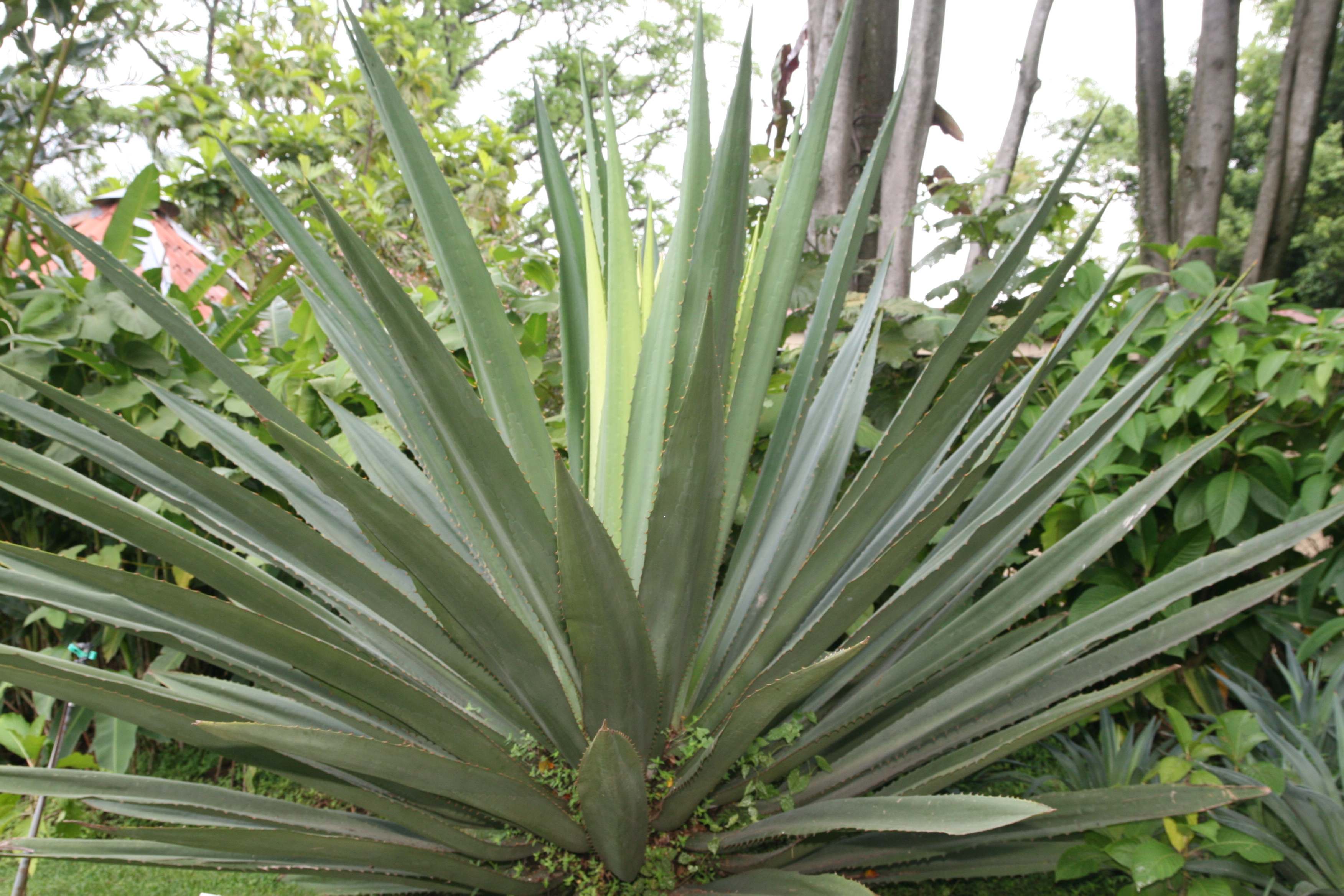
F. tuberosa

PokrójWieloletnie, masywne, monokarpiczne rośliny zielne, bezłodygowe, z krótką, grubą łodygą lub drzewiaste, z pniem o długości do 6 metrów.
LiścieDuże, wzniesione, zebrane w gęstą rozetę. Blaszki liściowe skórzaste, lancetowate lub równowąskie, długie i wąskie, cienkie i giętkie lub raczej grube i sztywne, wklęsłe lub spłaszczone, z podłużnym grzbietem, nagie lub szorstkie, zielone lub modre, zakończone krótkim kończykiem lub rogowatym zgrubieniem tworzonym przez zwinięte doosiowo brzegi blaszki. Brzegi blaszki ząbkowane, drobno ząbkowane lub całe. Ząbki ostre lub podwójnie ostrokończyste.
KwiatyZebrane w wysoką, luźną wiechę o długości do 15 metrów, ale przeważnie krótszą, wyrastającą na głąbiku o wysokości do 3,5 metra. Odcinek płodny ostrosłupowaty lub romboidalny do wrzecionowatego lub podługowatego. Kwiatostan z odgałęzieniami drugiego do czwartego rzędu, nagi lub krótko omszony, często ze stożkowatymi do jajowatych bulwkami i niekiedy z liściowatymi przysadkami. Kwiaty zwisłe, szypułkowe, pojedyncze lub zebrane w wiązki od 2 do 5, często całkowicie lub częściowo zastąpione bulwkami. Okwiat dzwonkowaty, zielonkawo- lub żółtawobiały do białego, niekiedy z czerwonawo zabarwionymi brzegami. Listki okwiatu zasadniczo równe, ale te w zewnętrznym okółku są węższe, a te w wewnętrznym okółku z wydatną grzbietowo żyłką główną, jajowate do eliptycznych, niemal wolne od nasady, nagie do omszonych. Nitki pręcików mniej więcej połowy długości listków okwiatu, przymocowane do ich nasad, zgrubiałe w dolnej połowie, zwężone i szydłowate dystalnie, brodawkowate. Pylniki podługowate, dołączone grzbietowo, skierowane do wewnątrz, obrotne. Zalążnia dolna, podługowata, cylindryczna lub trójgraniasta, naga lub rzadko omszona. Szyjka słupka kolumnowata, nabrzmiała, trójkanciasta z trzeba żeberkami u nasady, brodawkowata, zakończona małym, trójklapowanym znamieniem.
OwoceDrewniejące, podługowate, kulistawe lub jajowate torebki. Nasiona trójkątne, spłaszczone, często wąsko do szeroko oskrzydlone, czarne.

## Biologia
RozwójKwitną od lipca do września/października, a niektóre gatunki od marca do czerwca, od września do grudnia (F. macdougalii, F. pubescens), od listopada do grudnia (F. occidentalis), od sierpnia do stycznia (F. hexapetala) lub od lutego do maja (F. longaeva). Kwiaty tych roślin są zapylane przez kolibry.
SiedliskoDobrze przepuszczalne gleby wapienne i serpentynowe, piaszczyste gleby pochodzenia wulkanicznego, gleby wulkaniczne andezytowe, bazaltowe, magmowe lub lawowe, równiny przybrzeżne, sawanny antropogeniczne, siedliska wtórne w pobliżu dróg lub siedlisk, formacje zaroślowo-leśne, suche zarośla przybrzeżne, bory sosnowe, lasy sosnowo-dębowe, lasy kserofityczne, otwarte skaliste zbocza, otwarte stoki górskie, tropikalne lasy liściaste i lasy mgliste, na wysokości od 0 do 3860 m n.p.m.
Cechy fitochemiczneW liściach furkroi olbrzymiej obecne są saponiny sterydowe (furcreastatyny). Furcreastatyna, a także kilkanaście innych saponin sterydowych wyizolowano również z liści F. hexapetala. W owocach F. tuberosa, oprócz saponin, obecne są również glikozydy sterydowe, flawonolowe oraz estry kwasu fenolokarboksylowego.
GenetykaLiczba chromosomów 2n = 60.

## Systematyka
Pozycja systematycznaRodzaj z podrodziny agawowe Agavoideae z rodziny szparagowatych Asparagaceae. Stanowi klad siostrzany dla rodzaju Beschorneria.
Podział rodzaju
- sekcja Furcraea – rośliny bezłodygowe lub krótkołodygowe, rzadko drzewiaste, blaszki liściowe z wydatnymi ząbkami, zwieńczone krótkim kończykiem,
- sekcja Serrulatae (w tym podrodzaj Roezlia) – rośliny drzewiaste, blaszki liściowe drobno ząbkowane, zwieńczone rogowatym zgrubieniem.

Wykaz gatunków
- Furcraea acaulis (Kunth) B.Ullrich
- Furcraea andina Trel.
- Furcraea antillana A.Álvarez
- Furcraea boliviensis Ravenna
- Furcraea cabuya Trel.
- Furcraea depauperata Jacobi
- Furcraea flavoviridis Hook.
- Furcraea foetida (L.) Haw. – furkroja olbrzymia[5]
- Furcraea guatemalensis Trel.
- Furcraea guerrerensis Matuda
- Furcraea hexapetala (Jacq.) Urb.
- Furcraea longaeva Karw. & Zucc.
- Furcraea macdougallii Matuda
- Furcraea martinezii García-Mend. & L.de la Rosa
- Furcraea niquivilensis Matuda ex García-Mend.
- Furcraea occidentalis Trel.
- Furcraea parmentieri (Roezl) García-Mend.
- Furcraea pubescens Tod. – furkroja owłosiona[5]
- Furcraea quicheensis Trel.
- Furcraea samalana Trel.
- Furcraea selloana K.Koch – furkroja Lindena[5]
- Furcraea stratiotes Petersen
- Furcraea stricta Jacobi
- Furcraea tuberosa (Mill.) W.T.Aiton
- Furcraea undulata Jacobi

## Zastosowania

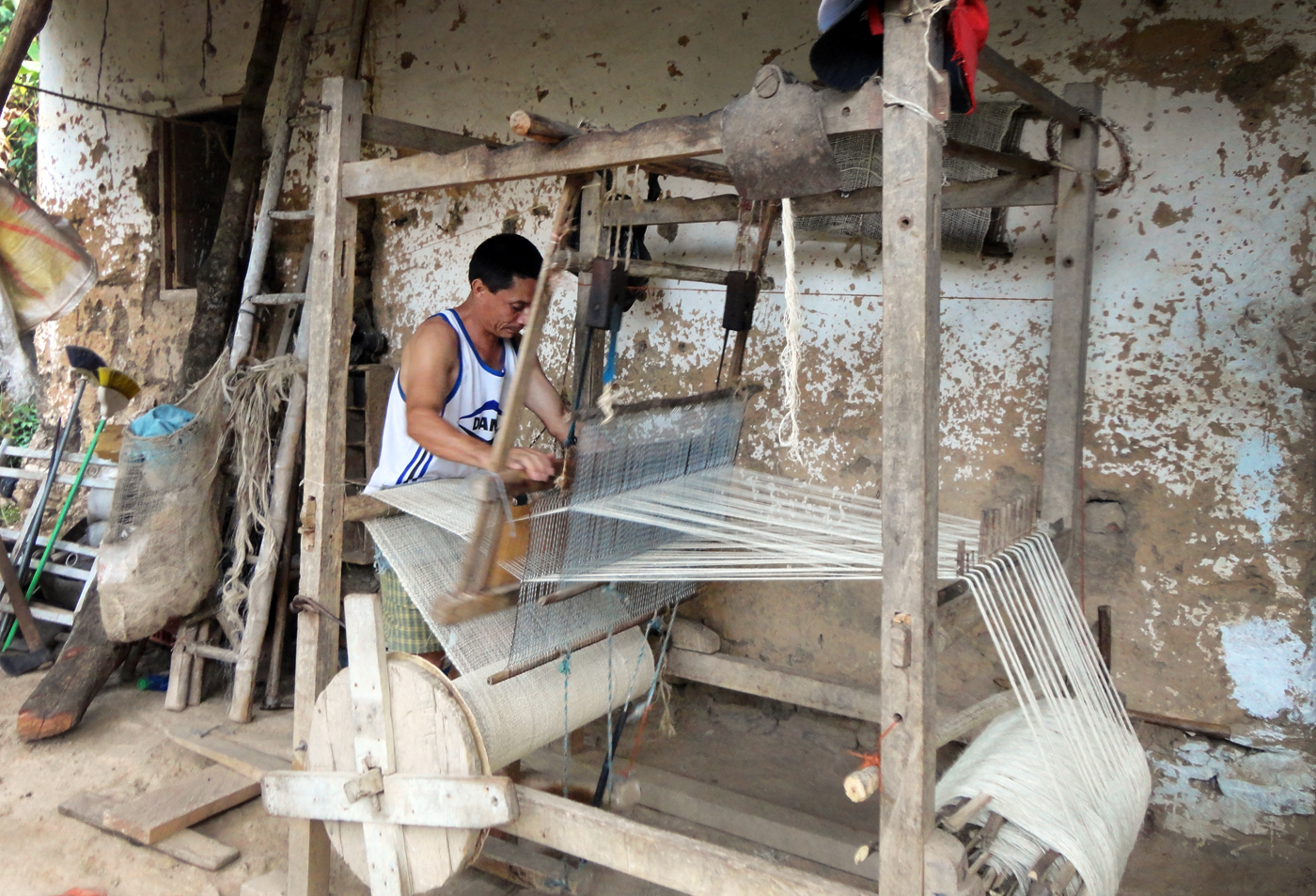
Tkanie z włókien furkroi

Rośliny włóknisteLiście większości gatunków są używane jako źródło włókien, również na skalę przemysłową w znacznej części swojego obszaru występowania, ale także poza Ameryką, zwłaszcza w Indiach, na Madagaskarze i Mauritiusie. Włókna tych roślin, zwane m.in. fique lub cabuya, stosowane są do produkcji m.in. sznura, lin, sakiew, kantarów, mat, tkanin i hamaków.
Rośliny ozdobneFurkroje, głównie z gatunku F. niquivilensis, F. parmentieri, F. quicheensis są sadzone jako żywopłoty i żywe ogrodzenia, a także w celu zapobiegania erozji gleby. Wiele gatunków jest uprawianych jako rośliny ozdobne na całym świecie w obszarach klimatu (sub)tropikalnego i śródziemnomorskiego.
Rośliny spożywczeKwiaty F. pubescens są jadane w Meksyku. Kwiatostany wielu gatunków wykorzystywane są także jako pasza.
Rośliny leczniczeFurkroje stosowane są do leczenia nieżytu żołądka, zapalenia prostaty, zapalenia wątroby oraz do oczyszczania wątroby i zwiększenia wydzielania żółci. Sok z na wpół uprażonych liści F. occidentalis jest wcierany na noc w klatkę piersiową i plecy w przypadku zapalenia oskrzeli. Wywar z kłącza F. hexapetala stosowany jest na albinizm, reumatyzm i choroby weneryczne. Okład z liści tej rośliny stosowany jest na wrzody.
Inne zastosowaniaSok z liści F. longaeva stosowany jest jako środek piorący do ubrań. Wysuszone łodygi tej rośliny wykorzystywane są jako barcie. Kwiaty i liście F. parmentieri i F. quicheensis używa się do dekoracji wielkanocnych.